# Bjelaj
Bjelaj (en cyrillique : Бјелај) est un village de Bosnie-Herzégovine. Il est situé dans la municipalité de Bosanski Petrovac, dans le canton d'Una-Sana et dans la fédération de Bosnie-et-Herzégovine. Selon les premiers résultats du recensement bosnien de 2013, il compte 106 habitants.

## Histoire
Sur le territoire du village se trouve une forteresse mentionnée pour la première fois en 1495 et occupée plus tard par les Ottomans ; elle figure aujourd'hui sur la liste des monuments nationaux de Bosnie-Herzégovine.

## Démographie

### Évolution historique de la population
| 1948 | 1953 | 1961 | 1971 | 1981 | 1991 | 2013 |
| ---- | ---- | ---- | ---- | ---- | ---- | ---- |
| -    | -    | 333  | 355  | 288  | 187  | 106  |

|  |

### Communauté locale
En 1991, la communauté locale de Bjelaj comptait 626 habitants, répartis de la manière suivante :